# Acrosterigma
Acrosterigma (лат.) — род морских двустворчатых моллюсков из семейства сердцевидок. Известны в ископаемом виде. Типовой вид — Acrosterigma dalli (вымерший).
Обитают в водах Атлантического, Тихого и Индийского океанов. Бентосные животные, встречаются на глубине от 0 до 410 м. Охранный статус видов рода не оценён, они безвредны для человека, не являются объектами промысла.

## Виды
На январь 2024 года в род включают следующие виды:
- Acrosterigma amirante J. Vidal, 1999
- Acrosterigma attenuatum (G. B. Sowerby II, 1841)
- Acrosterigma biradiatum (Bruguière, 1789)
- Acrosterigma burchardi (Dunker, 1877)
- Acrosterigma capricorne J. Vidal & Kirkendale, 2007
- Acrosterigma cygnorum (Deshayes, 1855)
- Acrosterigma dianthinum (Melvill & Standen, 1899)
- Acrosterigma discus J. Vidal, 1999
- Acrosterigma extremattenuatum ter Poorten & Kirkendale, 2017
- Acrosterigma hobbsae J. Vidal, 1999
- Acrosterigma impolitum (G. B. Sowerby II, 1834)
- Acrosterigma kerslakae Healy & Lamprell, 1992
- Acrosterigma magnum (Linnaeus, 1758)
- Acrosterigma marielae B. R. Wilson & Stevenson, 1977
- Acrosterigma mauritianum (Deshayes, 1855)
- Acrosterigma oxygonum (G. B. Sowerby II, 1834)
- Acrosterigma pristipleura (Dall, 1901)
- Acrosterigma profundum J. Vidal, 1999
- Acrosterigma punctolineatum Healy & Lamprell, 1992
- Acrosterigma selene J. Vidal, 1999
- Acrosterigma seurati J. Vidal, 1999
- Acrosterigma simplex (Spengler, 1799)
- Acrosterigma sorenseni (A. W. B. Powell, 1958)
- Acrosterigma suduirauti J. Vidal & ter Poorten, 2007
- Acrosterigma suluanum J. Vidal, 1999
- Acrosterigma terpoorteni Thach, 2017
- Acrosterigma transcendens (Melvill & Standen, 1899)
- Acrosterigma triangulare Raines & M. Huber, 2012
- Acrosterigma uniornatum J. Vidal, 1999
- Acrosterigma variegatum (G. B. Sowerby II, 1840)
- Acrosterigma zamboangaense ter Poorten & Hobbs, 2023